# Hassan Sheikh Mumin
Hassan Sheikh Mumin (* 1931 in Zeila, Britisch-Somaliland, heute Somalia; † 16. Januar 2008 in Oslo, Norwegen) war ein somalischer Poet, Liederschreiber und Autor. Er ist Verfasser von Samo ku waar, der heutigen Nationalhymne von Somaliland.

## Leben
Hassan Sheikh Mumin wurde 1931 in Zeila im damaligen Protektorat Britisch-Somaliland geboren. Als er neun Jahre alt war, zog die Familie nach Boorama, wo er Koranschule und herkömmliche Schule abschloss.
Er setzte sich für die Unabhängigkeit der Somali und für soziale und politische Änderungen ein, trat der 1943 gegründeten ersten Partei, der Somalischen Jugendliga, bei und schrieb sein erstes veröffentlichtes Gedicht für eine Kundgebung in Boorama Anfang der 1950er Jahre. In dieser Zeit war er als Lehrer und Händler tätig. Nach der Unabhängigkeit Somalias (1960) war er 1965–1968 bei Radio Mogadischu als Dichter, Vorleser und Dramatiker angestellt, nach 1968 arbeitete er im Kulturdepartement des Bildungsministeriums und war daneben weiterhin literarisch und im Radio tätig.
Als 1969 Siad Barre die Macht übernahm und Kulturschaffende unter seinem autoritären Regime verstärkter Kontrolle und Zensur ausgesetzt waren, verließ Hassan Sheikh Mumin Mogadischu und zog in das Nachbarland Dschibuti. Später kehrte er nach Boorama zurück.
Als sein bedeutendstes Stück gilt Shabeelnaagood (1968), das sich mit der gesellschaftlichen Stellung der Frauen, der Verstädterung und dem Wandel traditioneller Gepflogenheiten und der Wichtigkeit der Bildung befasst und als einziges somalisches Theaterstück 1974 unter dem Titel Leopard Among the Women von Bogumił Andrzejewski ins Englische übersetzt wurde.
Nach seinem Tod in Oslo wurde Sheikh Mumin im Mausoleum seines Vaters in Boorama bestattet. Er wurde posthum mit dem höchsten Kulturpreis Dschibutis ausgezeichnet.